# Романченко Іван Степанович
Іван Романченко (партійний псевдонім Бохонко Іван Федорович; 1891, Глухів, Чернігівська губернія, нині Сумська область — рік і місце смерті невід.) — український громадсько-політичний діяч, активний член Катеринославської організації УСДРП. Активний учасник українського національного відродження 1917 року на Катеринославщині, член ЦК УСДРП, непримиренний противник більшовизму, соратник Симона Петлюри. військовик, помічник Головного державного інспектора Армії УНР. Жертва російського окупаційного терору.

## Життєпис
Батько у 1915 помер. Мати — Неоніла, брат Костянтин, сестра Наталка. Освіту здобув у Київському музичному училищі. Робітник Григорій Хижняк, заарештований наприкінці 1930-х, на допиті 28 березня 1938 свідчив, що Романченко до переїзду у Катеринослав начебто мешкав у Києві. Там же був і заарештований. Але під час організованої в 1911 втечі ув’язнених з Лук’янівської в'язниці Романченку пощастило втекти, після чого він приїхав до Катеринослава і облаштувався тут на нелегальному становищі під прізвищем Заболоцького Яна Степановича. Так це чи ні, але більше відомий був інший його псевдонім — Бохонко Іван Федорович, під яким «пасла» його і жандармерія.

«Другою яскравою фігурою серед членів катеринославської соціал-демократичної організації був І. Романченко, — згадував І. Мазепа, — один з головних діячів Мануйлівської «Просвіти» (біля Катеринослава). Добрий промовець, він користався широкою популярністю серед катеринославського робітництва, як чесний український патріот і революціонер. Як член Центрального Комітету партії, він майже постійно перебував у подорожах по Україні. В Катеринославі показувався лише зрідка».

А Панас Феденко пригадував, що Романченко був «званий жартом «отаман Гармидер» за свою буйну енергію і вдачу. Чоловік високий на зріст, широкий у плечах, з громовим басом. Мав він музичну освіту, грав на тромбоні в оркестрах і був співаком. Жартом казав деколи: «Я перший соціал-демократ між тромбоністами і перший тромбоніст між соціал-демократами». На масових «мітингах» Романченко був непереможний: говорив він однаково добре мовами українською і російською, був дуже дотепний і при потребі їдкий у дискусії, а його могутній голос вистачав для найбільшого числа слухачів. Робітники і селяни, що слухали Романченкових промов, готові були йти за ним в огонь і воду».

Картка арештованого Івана Романченка, 1915 р.

Картка арештованого І. Романченка (зворотній бік).

Перед революцією Романченко працював секретарем лікарняної каси заводу «Шодуар» у селищі Амур, наймаючи житло по вулиці Михайлівській, 34 (будинок зберігся). 

### Арешт і засудження на каторжну тюрму
Заарештований там же в ніч на 27 листопада 1915. А через кілька днів, 1 грудня, на нього складено жандармську картку як на ув’язненого члена УСДРП (перед тим жандарми присвоїли йому «кличку наружного наблюдения» — «Лодочный»).
Зі складеного опису дізнаємося, що зріст Романченка становив 1 м 82 см. Борода і вуса — русяві, чоло — високе, очі — каштанові. Збереглося й фото — інтелігентне обличчя молодої людини, вуса й борідка плеханівського типу, кашне, кепі... Як один з провідників місцевої організації УСДРП, Романченко у 1916 в числі інших був засуджений на каторжну тюрму, з якої його звільнила наступного року Лютнева революція. 

### Участь в національно-визвольних змаганнях 1917 - 1921 рр., діяльність в Центральній Раді
За п’ятим, українським списком, Романченко у 1917 обирається членом Всеросійських Установчих зборів, увійшов він і до Всеукраїнської Ради робітничих депутатів та стає членом Центральної Ради.
Панас Феденко згадував, як у травні 1917 під час 1-го з’їзду Рад Романченко мав у Петербурзі розмову з Леніним. Він нагадав більшовицькому провідникові і про катеринославський договір обох організацій від 1915. Ленін сказав, що він уважає за «шкідливе» творення робітничих партій за національним принципом. Романченко гаряче обстоював незалежність УСДРП. На другий день Іван Степанович почув
переказані від одного свого знайомого більшовика слова Леніна: «Цьому українцеві — не вірте...»
Тепло згадував Романченка генерал Михайло Омелянович-Павленко, який приїхав до Січеслава у серпні 1917 і бував на сходинах місцевих українських політичних провідників: 

«Тут можна було почути... перепалку с. д. Феденка — з «огненним» С. Романченком (у спогадах генерала помилково подається ініціал «С». при прізвищі Р.), який говорив голосно й може тому мав прізвище Гармидер, але кінчав він завжди ясно зредагованою пропозицією».

В іншому місці своїх «Споминів» генерал пише: 

«Особливо часто відвідував мене «огненний» С. Р. Мені він надзвичайно подобався, — всяким ускладненням він захоплювався — видко, що він був з природи спортсмен; під час студіювання обстановки він подавав надзвичайно влучні вказівки, йому я маю завдячувати й більше розуміння тодішньої скомплікованої (складної, заплутаної) ситуації».

Після 1917 Романченко — голова краєвої організації УСДРП, інструктор Центральної Ради на Катеринославщині, міський голова Голова Амур-Нижньодніпровської міської думи. (Народне життя. — 1917. — № 191).
Романченка обирають делегатом VI з’їзду УСДРП, який проходив у січні 1919 в Києві. За спогадами Ісаака Мазепи, Романченко (разом з іншими катеринославцями) займав непримиренну позицію і не йшов на компроміс з більшовиками. Романченко на з’їзді заявив:

— Хіба се якийсь здоровий розум у тому, щоб ми самі добровільно віддалися на волю й ласку російських більшовиків, що сунуть сюди збройною силою? Ні, ми мусимо протиставити кулі — кулю. А багнетові — багнет. Вони йдуть на нас, а ми чому ні?

Романченко увійшов до нового Центрального Комітету УСДРП. 16 січня того ж року в Києві в колишньому генерал-губернаторському палаці відбулася державна нарада за участю представників українських політичних партій і січових стрільців. Представники українських соціал-демократів Микола Порш та Романченко висловилися як проти встановлення в Україні військової диктатури, так і диктатури пролетаріату. Романченко разом з І. Мазепою були учасниками наради з представниками корпусу січових стрільців 21 лютого 1919 у Козятині. 8 березня того ж року разом з іншими провідниками партії він протягом години зустрічався у Жмеринці з головою Директорії Симоном Петлюрою.
У 1919 році — помічник Головного державного інспектора Армії УНР. 
У Кам’янці-Подільському, де Романченко опиняється разом з Мазепою та іншими політичними однодумцями, він входить до Комітету Охорони Республіки, створеного з метою підтримання порядку в місті, на яке наступали більшовики, та для продовження переговорів з Директорією. Згодом разом з П. Феденком виїхали для участі у конференції Галицької соціал-демократичної партії у Станіславі. Проте до Станіслава вони не доїхали. В Гусятині, з наказу уряду Остапенка їх було заарештовано, як членів Комітету Охорони Республіки (хоч Феденко до складу комітету не входив) і під військовою охороною відправлено до Рівного. Вже в Здолбунові їх негайно звільнено з-під арешту. Одночасно Петлюра відкликав до себе Романченка і в розмові з ним заявив: «Утворення соціалістичного уряду — завдання моменту. Я буду воювати, а ви, партії, управляйте». Так під впливом нових обставин Петлюра, хоч і з запізненням, але змінив свій погляд на ситуацію, згадував Ісаак Мазепа. Романченко був учасником ще низки нарад у Петлюри, як один з чільних діячів УСДРП, виступав завше різко, принципово.
У травні 1919 Петлюра призначив на посаду головного державного інспектора В. Кедровського, а його помічником Романченка. Коли у червні 1919 відбувся відомий виступ Петра Болбочана, Кедровський і Романченко були делеговані до Проскурова з наказом арештувати Болбочана. А після винесення смертного вироку Болбочанові Петлюра, як відомо, ухилився від свого права на помилування.
З одного боку він заявляв представникам військової інспектури, зокрема, Романченку, що своїми руками він судового вироку Болбочану не підпише. Бо не хоче, «щоб українська кров була на його руках», а з другого боку не скористався своїм правом і не виніс на розгляд Директорії прохання Петра Болбочана про помилування.

### Еміграція і загибель у Другій світовій війні

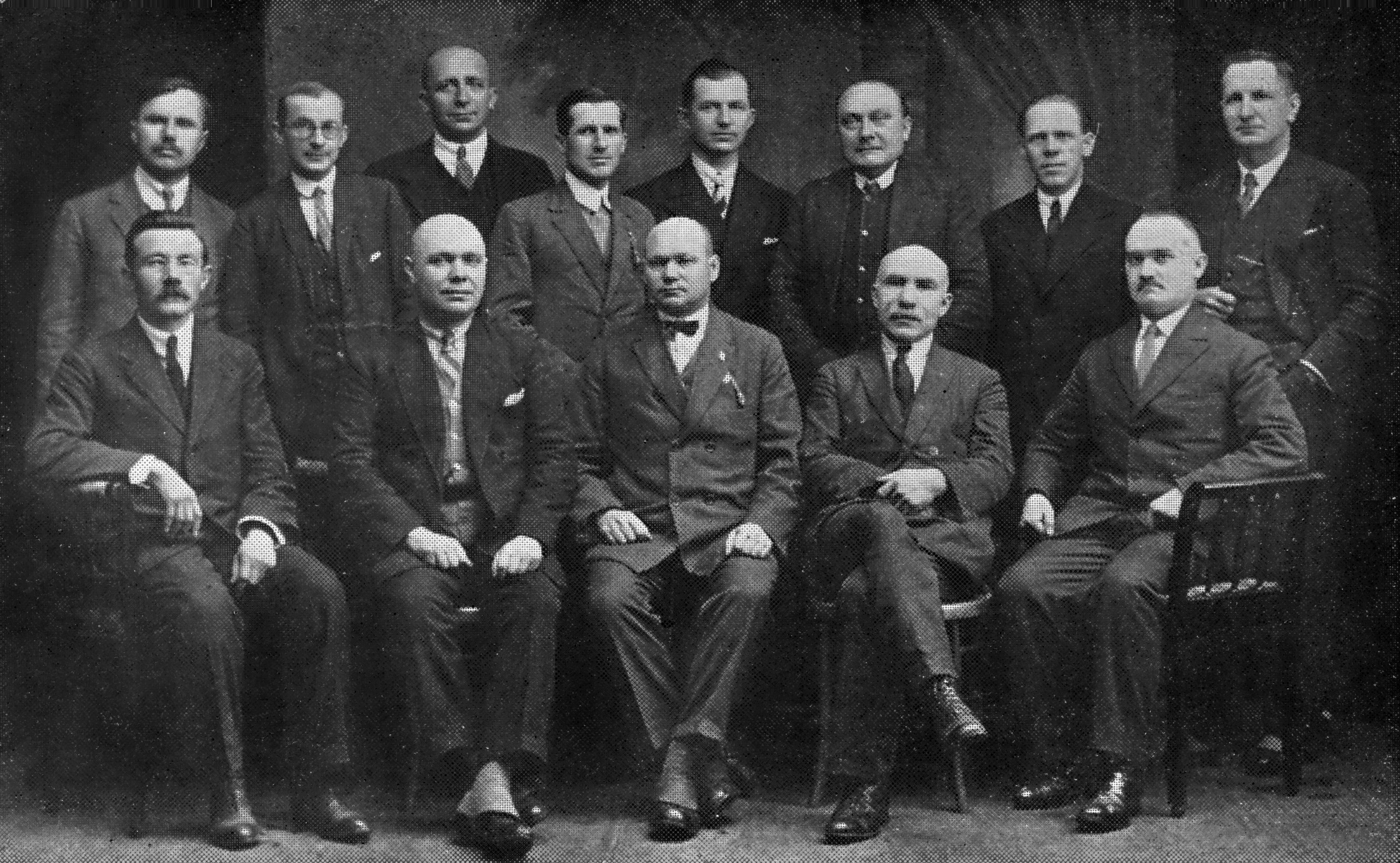
Члени Конференції УСДРП в Подєбрадах 1926 р. Іван Романченко стоїть третій зліва.

Романченко часто виїздить на фронт. За його участі проходять всі важливі наради керівництва УСДРП. Це випливає зі спогадів Ісаака Мазепи. Після закінчення бойових дій він опиняється в еміграції.
Можливо, про нашого персонажа пишеться: 

«Романченко Іван (псевдо Караван) — актор, співак-бас, адміністратор і диригент оркестри. Член Руського театру «Просвіти» в Ужгороді (1923—1926), зорганізував оркестри в Перечині, Дубриничах, Великому Бичкові і ін. Покинув театр в 1926 р. і зайнявся веденням оркестри й хорів на Закарпаттю». 

— (Юрій Шерегій. Нарис історії українських театрів Закарпатської України до 1945 року. — Пряшів, 1993.— С. 348). 
Загинув під час Другої світової війни на чужині.